# Егина (митология)
Егина (на гръцки: Αιγινα) в древногръцката митология е нимфа.

## Легенда
Дъщеря е на речния бог Азоп и Метопа, дъщерята на друг речен бог – Ладон. Егина имала двама братя – Исмен и Пелагонт и единадесет сестри. Тя станала любима на Зевс, който във вид на огън (според други източници на орел) я похитил от дома ѝ. Зевс я пренесъл на остров Ойнон или Ойноний, който оттогава започнал да се нарича Егина. Търсейки я, Азоп стигнал до Коринт и там научил от Сизиф, че похитител на неговата дъщеря е самия Зевс. Там, на острова, Егина родила Еак. Тъй като Еак бил единствения човек на този остров, Зевс превърнал мравките в хора.
В основата на тази легенда стои етимологията на думата „мирмидонци“, която идва от гръцкото μύρμηκες – мравки.